# Szmer Careya Coombsa
Szmer Careya Coombsa (ang. Carey Coombs murmur) – wczesno- i śródrozkurczowy szmer wysłuchiwany nad lewym ujściem przedsionkowo-komorowym w gorączce reumatycznej z zapaleniem zastawek bez zwężenia ujścia. Szmer charakteryzuje się zmiennością i ustępowaniem w miarę zdrowienia. Objaw opisał Carey Franklin Coombs, lekarz z Bristol General Hospital.